# Anisocaryose
L'anisocaryose (en anglais : anisonucleosis) est un état pathologique des noyaux au sein d'une tumeur.

## Étymologie
Le mot est formé du grec ancien αν / an, privatif, ισος / isos, égal et κάρυον / caruon, noyau.

## Description
Cet état décrit l'inégalité de taille des noyaux au sein d'une population cellulaire homogène, observée sur une préparation histologique ou cytologique donnée.
En médecine, l'anisocaryose est un critère diagnostic de tumeur.